# 프로필기

왼쪽부터 서로 이성질체 관계인 프로필기, 1메틸에틸기(아이소프로필기), 이성질체 관계가 아닌 사이클로프로필기

프로필기(영어: propyl group)는 유기화학에서 선형 형태에 대해서 –CH
2CH
2CH
3의 화학식을 갖는 3탄소 알킬 치환기이다. 이 치환기 형태는 프로페인의 말단 탄소에 부착된 1개의 수소 원자를 제거함으로써 얻을 수 있다. 프로필기는 유기화학에서 종종 "Pr"로 표시(프라세오디뮴 원소와 혼동하지 말 것)된다.
프로필기의 이성질체는 말단 탄소 원자로부터 중심 탄소 원자로 부착 지점을 이동시켜(1-메틸에틸 또는 아이소프로필로 명명됨) 얻는다. 각 탄소 원자에 4개의 치환기를 유지하려면 하나의 수소 원자를 중간 탄소 원자에서 –CH(CH
3)2로 표기되는 n-프로필에서 부착점 역할을 하는 탄소 원자로 이동해야 한다.
선형 프로필기는 때때로 노멀이라고 불리며 따라서 접두사 n-(즉, n-프로필)으로 표기된다. 접두사 n-이 없다고 해서 어떤 부착점이 선택되었는지를 나타내지 않는다. 즉, 접두사가 없다고 해서 분지 버전(i-프로필 또는 아이소프로필)일 가능성이 자동으로 배제되지 않는다.
또한 사이클로프로필 또는 C-프로필이라고 하는 세 번째 고리 형태가 존재한다. 사이클로프로필은 화학식이 –C3H5이며, 다른 두 형태와 이성질체가 아니다.

## 예
아세트산 프로필은 아세트산의 산소 원자에 n-프로필기가 부착된 에스터이다.
|  |

### 같이 보기
- 아이소프로필 알코올